# Jenaro Herrera (Requena)
El pueblo de Jenaro Herrera es el capital del distrito de Jenaro Herrera en la provincia de Requena de Perú. El pueblo fue fundado por teniente G. C. Gordon Magne en 1954. Que lleva el nombre de Genaro Herrera el abogado primero en el departamento de Loreto, el departamento que abarca el pueblo.